# چگونه با مادرتان آشنا شدم (فصل ۴)
فصل چهارم سریال چگونه با مادرتان آشنا شدم در ۲۲ سپتامبر ۲۰۰۸ شروع شد و در ۱۸ می ۲۰۰۹ به پایان رسید. سریال در ایالات متحده توسط شبکه سی بی اس در شب‌های دوشنبه ساعت ۸:۳۰ پخش می‌شد. این فصل شامل ۲۴ قسمت بوده که هر کدام در حدود ۲۲ دقیقه می‌باشند.
فصل چهارم تنها فصل سریال است که نامزد جایزه امی شده‌است.

## بازیگران

### شخصیتهای اصلی
- جاش رادنر در نقش تد موزبی
- جیسون سیگل در نقش مارشال اریکسن
- کوبی اسمالدرز در نقش رابین شرباتسکی
- نیل پاتریک هریس در نقش بارنی استینسون
- آلیسون هانیگن در نقش لیلی آلدرین
- باب سگت در نقش تد موزبی آینده (فقط صدا)

### شخصیت‌های دوره‌ای و مهمان
- لیندزی فونسکا در نقشپنی  دختر تد
- دیوید هنری در نقش لوک پسر تد
- سارا چالک در نقش استلا زینمن
- چارلنه آمویا در نقش وندی
- برایان کالن در نقش بیلسون
- جیسون جونز در نقش تونی گرافانلو
- دارسی رز برنز در نقش لوسی زینمن
- مارشال منش در نقش رانجیت
- جو نیوز در نقش کارل
- مت بورن در نقش استوارت باورز
- ریجیس فیلبین در نقش خودش
- بیل فیجرباک در نقش ماروین اریکسون
- دیوید برتکا در نقش اسکوتر
- فرانسیس کانروی در نقش لورتا استینسون
- ارین کیهیل در نقش هدر موزبی
- لورا پرپون در نقشه کارن
- بروک اورسی در نقش مارگارت

## قسمت‌ها
| شم. کلی | شم. در فصل | عنوان                    | کارگردان     | نویسنده                 | تاریخ انتشار اصلی | کد تولید | US تعداد بیننده (میلیون) |
| ------- | ---------- | ------------------------ | ------------ | ----------------------- | ----------------- | -------- | ------------------------ |
| ۶۵      | ۱          | «آیا من شما را می‌شناسم»  | پاملا فرایمن | کارتر بیز و کریگ توماس  | ۲۲ سپتامبر ۲۰۰۸   | 4ALH01   | 9.79                     |
| ۶۶      | ۳          | «بهترین برگر در نیویورک» | پاملا فرایمن | کارتر بیز و کریگ توماس  | ۲۹ سپتامبر ۲۰۰۸   | 4ALH02   | 8.72                     |
| ۶۷      | ۳          | «قلب من نیوجرسی»         | پاملا فرایمن | گرگ مالینز              | ۶ اکتبر ۲۰۰۸      | 4ALH04   | 8.97                     |
| ۶۸      | ۴          | «مداخله»                 | مایکل شی     | استیون لوید             | ۱۳ اکتبر ۲۰۰۸     | 4ALH03   | 9.25                     |
| ۶۹      | ۵          | «جزیره پناه»             | پاملا فرایمن | کریس هریس               | ۲۰ اکتبر ۲۰۰۸     | 4ALH05   | 9.45                     |
| ۷۰      | ۶          | «خوشبختانه هميشه»        | پاملا فرایمن | جیمی رونهایمر           | ۳ نوامبر ۲۰۰۸     | 4ALH06   | 9.40                     |
| ۷۱      | ۷          | «روز پدر نیست»           | پاملا فرایمن | رابیا رشید              | ۱۰ نوامبر ۲۰۰۸    | 4ALH07   | 9.79                     |
| ۷۲      | ۸          | «اووو»                   | پاملا فرایمن | کارتر بیز و کریگ توماس  | ۱۷ نوامبر ۲۰۰۸    | 4ALH09   | 9.99                     |
| ۷۳      | ۹          | «مرد برهنه»              | پاملا فرایمن | جو کلی                  | ۲۴ نوامبر ۲۰۰۸    | 4ALH08   | 9.96                     |
| ۷۴      | ۱۰         | «مبارزه»                 | پاملا فرایمن | ترزا مولیگان روزنتال    | ۸ دسامبر ۲۰۰۸     | 4ALH10   | 10.49                    |
| ۷۵      | ۱۱         | «مینسوتا کوچک»           | پاملا فرایمن | چاک تتهام               | ۱۵ دسامبر ۲۰۰۸    | 4ALH12   | 11.37                    |
| ۷۶      | ۱۲         | «فواید»                  | پاملا فرایمن | کورتنی کنگ              | ۱۲ ژانویه ۲۰۰۹    | 4ALH11   | 11.76                    |
| ۷۷      | ۱۳         | «سه روز برفی»            | پاملا فرایمن | مت کوهن                 | ۱۹ ژانویه ۲۰۰۹    | 4ALH13   | 10.69                    |
| ۷۸      | ۱۴         | «ممکن»                   | پاملا فرایمن | جاناتان گروف            | ۲ فوریه ۲۰۰۹      | 4ALH14   | 10.31                    |
| ۷۹      | ۱۵         | «استینسون‌ها»             | پاملا فرایمن | کارتر بیز و کریگ توماس  | ۲ مارس ۲۰۰۹       | 4ALH15   | 11.09                    |
| ۸۰      | ۱۶         | «متاسفم برادر»           | پاملا فرایمن | کریگ جرارد و متیو زینمن | ۹ مارس ۲۰۰۹       | 4ALH16   | 8.68                     |
| ۸۱      | ۱۷         | «ایوان جلویی»            | راب گرینبرگ  | کریس هریس               | ۱۶ مارس ۲۰۰۹      | 4ALH17   | 9.29                     |
| ۸۲      | ۱۸         | «کینگ کلنسی قدیمی»       | پاملا فرایمن | جیمی رونهایمر           | ۲۳ مارس ۲۰۰۹      | 4ALH19   | 7.36                     |
| ۸۳      | ۱۹         | «مورتاگ»                 | پاملا فرایمن | جو کلی                  | ۳۰ مارس ۲۰۰۹      | 4ALH18   | 9.20                     |
| ۸۴      | ۲۰         | «طرح‌های موزبیوس»         | پاملا فرایمن | کورتنی کنگ              | ۱۳ آوریل ۲۰۰۹     | 4ALH20   | 9.60                     |
| ۸۵      | ۲۱         | «قانون سه روز»           | پاملا فرایمن | گرگ مالینز              | ۲۷ آوریل ۲۰۰۹     | 4ALH22   | 8.87                     |
| ۸۶      | ۲۲         | «مکان مناسب، زمان مناسب» | پاملا فرایمن | استیون لوید             | ۴ مه ۲۰۰۹         | 4ALH21   | 8.89                     |
| ۸۷      | ۲۳         | «تا آنجا که می‌توان سریع» | پاملا فرایمن | کارتر بیز و کریگ توماس  | ۱۱ مه ۲۰۰۹        | 4ALH23   | 8.78                     |
| ۸۸      | ۲۴         | «پرش»                    | پاملا فرایمن | کارتر بیز و کریگ توماس  | ۱۸ مه ۲۰۰۹        | 4ALH24   | 8.73                     |

## بازخورد
فصل ۴ نقدهای بسیار مثبتی دریافت کرد و اغلب به عنوان بهترین فصل سریال در نظر گرفته می شود. میشل زورومسکی از آی‌جی‌ان به فصل ۴ امتیاز کلی ۸.۵ از ۱۰ داد میشل اظهار داشت: "به نظر می‌رسید که این فصل چهارم در تعقیب و گریز برای مادر عنوانی موفق عمل کرد. در حالی که تد مشغول قرار ملاقات با استلا بود، گروه در بسیاری از ایپزود‌های مستقل قرار گرفتند. به اندازه اپیزودهای اختصاص داده شده به زندگی عاشقانه تد سرگرم کننده بودند، بعدها گفت: "یک قسمت ستاره ای رابین-مارشال، با عنوان "مینسوتای کوچک"، روشن می‌کند که این دو به اندازه کافی با هم وقت ندارند. با رابین دلتنگ و بیکار (و در معرض خطر اخراج)، این جفت بهترین مرجع فصل رابین اسپارکلز را نشان داد."